# Xavier Perrot
Pas d'image ? Cliquez ici
Xavier Perrot, né le 1er février 1932 à Zurich et mort le 8 décembre 2008 à Zurich, était un pilote automobile suisse.

## Biographie
Pilote émérite du championnat d'Europe de Formule 2 à la fin des années 1960, vainqueur du championnat suisse F2 en 1971 et spécialiste des courses de côte, Xavier Perrot est aussi connu pour sa participation au Grand Prix d'Allemagne 1969 disputé sur le Nürburgring. Au volant d'une Brabham BT23C privée engagée par la Squadra Tartaruga, il faisait partie des nombreux pilotes invités à participer au volant de leur Formule 2 pour compléter le plateau des Formule 1. Qualifié dernier à plus de 50 secondes du poleman Jacky Ickx, il termine en dixième position, sixième de la catégorie F2, juste devant son compatriote Jo Siffert sur Lotus-Ford 49B F1. Sa deuxième participation à un Grand Prix de Formule 1 a lieu deux années plus tard, cette fois au volant d'une F1 (une March 701), lors du Jochen Rindt Memorial Trophy, une épreuve hors-championnat disputée à Hockenheim.
Par la suite, Perrot se concentrera sur les épreuves de course de côte, spécialité dans laquelle il est sacré champion d'Europe en 1972.

## Palmarès en montagne
- Champion d'Europe en 1972 (catégorie Racing Car, sur March) ;
- Champion de Suisse en 1970, 1971 et 1972 (sur March)[2] ;
- Victoires européennes notables : 
  - 1971 (4) : Turckheim, Vuillafans, Poilly et Saint-Ursanne ;
  - 1972 (7) : Ampus, Dobratsch, Montseny, Mont Ventoux, Schauinsland, Arette et Saint-Ursanne.

## Récompenses
- BP Racing Trophy en 1972 (le piston doré de la presse spécialisée suisse)[3].